# 神戸 (津山市)
神戸（じんご）は岡山県津山市にある地名。郵便番号は708-0015。

## 地理
吉井川の東に位置し、敷地自体が国の史跡となっている作楽神社が存在する。北部には院庄工業団地が広がっている。

### 河川
- 吉井川

## 歴史

### 沿革
- 1872年 - 神戸村東分、神戸村西分が合併、神戸村となる。
- 1889年6月1日 - 町村制施行により、西西条郡神戸村が同郡院庄村・戸島村と合併、院庄村となる。神戸村は大字神戸となる。
- 1900年4月1日 - 西西条郡が西北条郡、東南条郡、東北条郡と合併し、苫田郡となる。
- 1929年2月11日 - 院庄村が周辺の町村と合併し、市制施行し、津山市となる。

## 世帯数と人口
2021年（令和3年）1月1日現在の世帯数と人口は以下の通りである。
| 町丁 | 世帯数  | 人口    |
| ---- | ------- | ------- |
| 神戸 | 629世帯 | 1,346人 |

## 小・中学校の学区
市立小・中学校に通う場合、学区は以下の通りとなる。
| 番地 | 小学校             | 中学校               |
| ---- | ------------------ | -------------------- |
| 全域 | 津山市立院庄小学校 | 津山市立津山西中学校 |

## 交通

### 道路
- 国道179号
- 国道181号
- 岡山県道206号院庄線

## 施設
- 作楽神社
- 中国電力津山電力所
- 新日本造機津山製作所
- 蒜山食品加工
- 院庄林業プレカット工場